# Ghulam Ishaq Khan
Ghulam Ishaq Khan. (20 de enero de 1915 - Peshawar, 27 de octubre de 2006). fue un político pakistaní, que fue presidente del país.
Khan mantuvo una fuerte alianza con su antecesor, el general y dictador Zia-ul Haqm durante cuyo mandato fue presidente del Senado. A la muerte de este en un misterioso accidente aéreo en 1988, ocupó el puesto de presidente de Pakistán, primero de manera provisional y después definitiva. Aunque se mantuvo próximo a los primeros ministros Benazir Bhutto y Nawaz Sharif, acusó a ambos de corrupción política y los destituyó. En el caso de Bhutto se acusó a Khan de golpe de Estado y en la destitución de Sharif, que pretendía limitar los poderes presidenciales, el Tribunal Supremo estableció que se había producido de manera irregular y, con el apoyo de las Fuerzas Armadas, lo restituyó en su puesto, obligando a Khan a dimitir en 1993.